# Dover Beaches North
Dover Beaches North es un lugar designado por el censo ubicado en el condado de Ocean en el estado estadounidense de Nueva Jersey. En el año 2010 tenía una población de 1,239 habitantes y una densidad poblacional de 302 personas por km².

## Geografía
Dover Beaches North se encuentra ubicado en las coordenadas 39°59′29″N 74°3′55″O / 39.99139, -74.06528.

## Demografía
Según la Oficina del Censo en 2000 los ingresos medios por hogar en la localidad eran de $430,125 y los ingresos medios por familia eran $580,125. Los hombres tenían unos ingresos medios de $570,917 frente a los $320,083 para las mujeres. La renta per cápita para la localidad era de $320,613. Alrededor del 5.4% de la población estaba por debajo del umbral de pobreza.